# Sääverit
Sääverit är öar i Finland. De ligger i Finska viken och i kommunen Kotka i landskapet Kymmenedalen, i den södra delen av landet. Öarna ligger omkring 28 kilometer sydöst om Kotka och omkring 130 kilometer öster om Helsingfors. 
Arean för den av öarna koordinaterna pekar på är 0,4 hektar och dess största längd är 100 meter i nord-sydlig riktning.